# Čeradice
Obec Čeradice se nachází v okrese Louny v Ústeckém kraji, asi šest kilometrů jihozápadně od Žatce. Žije v ní 304 obyvatel.

## Název
Název vesnice je odvozen ze jména Čerad ve významu ves lidí Čeradových. V historických pramenech se jméno vsi objevuje ve tvarech: in Charadic (1115), in Charadich (1186), de Czeradicz (1318), Czeradycz (1388), de Cziradicz (1426), w cžeradiczych (1544), Cžeraditz (1787) a Tscheraditz (1846).

## Historie
První písemná zmínka pochází z roku 1115, kdy jakýsi Čada odkázal své pozemky ve vsi kladrubskému klášteru. V nedalekém Žatci měla ves mocného souseda, proto zde nevznikla tvrz ani souvislý šlechtický majetek. Až do zrušení roboty v roce 1848 většina pozemků ve vsi patřila bohatým žateckým měšťanům. V 19. století existovala ve vsi silná židovská komunita.

## Obyvatelstvo
Při sčítání lidu v roce 1921 zde žilo 558 obyvatel (z toho 278 mužů), z nichž bylo 74 Čechoslováků, 480 Němců a čtyři cizinci. S výjimkou sedmi členů církve československé byli římskými katolíky. Podle sčítání lidu z roku 1930 měla vesnice 595 obyvatel: 194 Čechoslováků, 399 Němců, jednoho příslušníka jiné národnosti a jednoho cizince. Z nich bylo šestnáct evangelíků, čtyři židé, jeden člen jiné církve a čtrnáct lidí bylo bez vyznání. Všichni ostatní byli římskými katolíky.
| Obec Čeradice                                                         | Obec Čeradice | Obec Čeradice | Obec Čeradice | Obec Čeradice | Obec Čeradice | Obec Čeradice | Obec Čeradice | Obec Čeradice | Obec Čeradice | Obec Čeradice | Obec Čeradice | Obec Čeradice | Obec Čeradice | Obec Čeradice |
|                                                                       | 1869          | 1880          | 1890          | 1900          | 1910          | 1921          | 1930          | 1950          | 1961          | 1970          | 1980          | 1991          | 2001          | 2011          |
| --------------------------------------------------------------------- | ------------- | ------------- | ------------- | ------------- | ------------- | ------------- | ------------- | ------------- | ------------- | ------------- | ------------- | ------------- | ------------- | ------------- |
| Obyvatelé                                                             | 694           | 759           | 747           | 794           | 804           | 812           | 818           | 391           | 356           | 296           | 261           | 233           | 245           | 286           |
| Místní část Čeradice                                                  |               |               |               |               |               |               |               |               |               |               |               |               |               |               |
| Obyvatelé                                                             | 465           | 499           | 508           | 550           | 564           | 558           | 595           | 310           | 280           | 247           | 239           | 223           | 226           | 262           |
| Domy                                                                  | 60            | 60            | 61            | 66            | 75            | 72            | 82            | 63            | 76            | 53            | 50            | 63            | 75            | 83            |
| Data z roku 1961 zahrnují i domy z místních částí Kličín a Větrušice. |               |               |               |               |               |               |               |               |               |               |               |               |               |               |

### Židovská komunita
Židovské osídlení Čeradic existovalo kontinuálně od 17. století až do roku 1938. V severovýchodní části obce existoval židovský sídelní okrsek, který v první polovině 19. století sestával z 10 domů (část z nich se dochovala v přestavbách). V obci též stávala synagoga z poloviny 19. století. Šlo o malou přízemní budovu, která byla po první světové válce nejprve přeměněna na obecní úřad, ve třicátých letech na obytný dům a v roce 1950 zbořena. Dochovala se jen malá část obvodového zdiva. Do dnešní doby se dochoval židovský hřbitov z roku 1837, nacházející se v lese v údolí řeky Liboc. Ten byl využíván do roku 1875 a součástí je i ruina márnice.

## Části obce
- Čeradice
- Kličín
- Větrušice

## Pamětihodnosti
- socha svatého Jana Nepomuckého u polní cesty do Čeradic
- židovský hřbitov

## Galerie

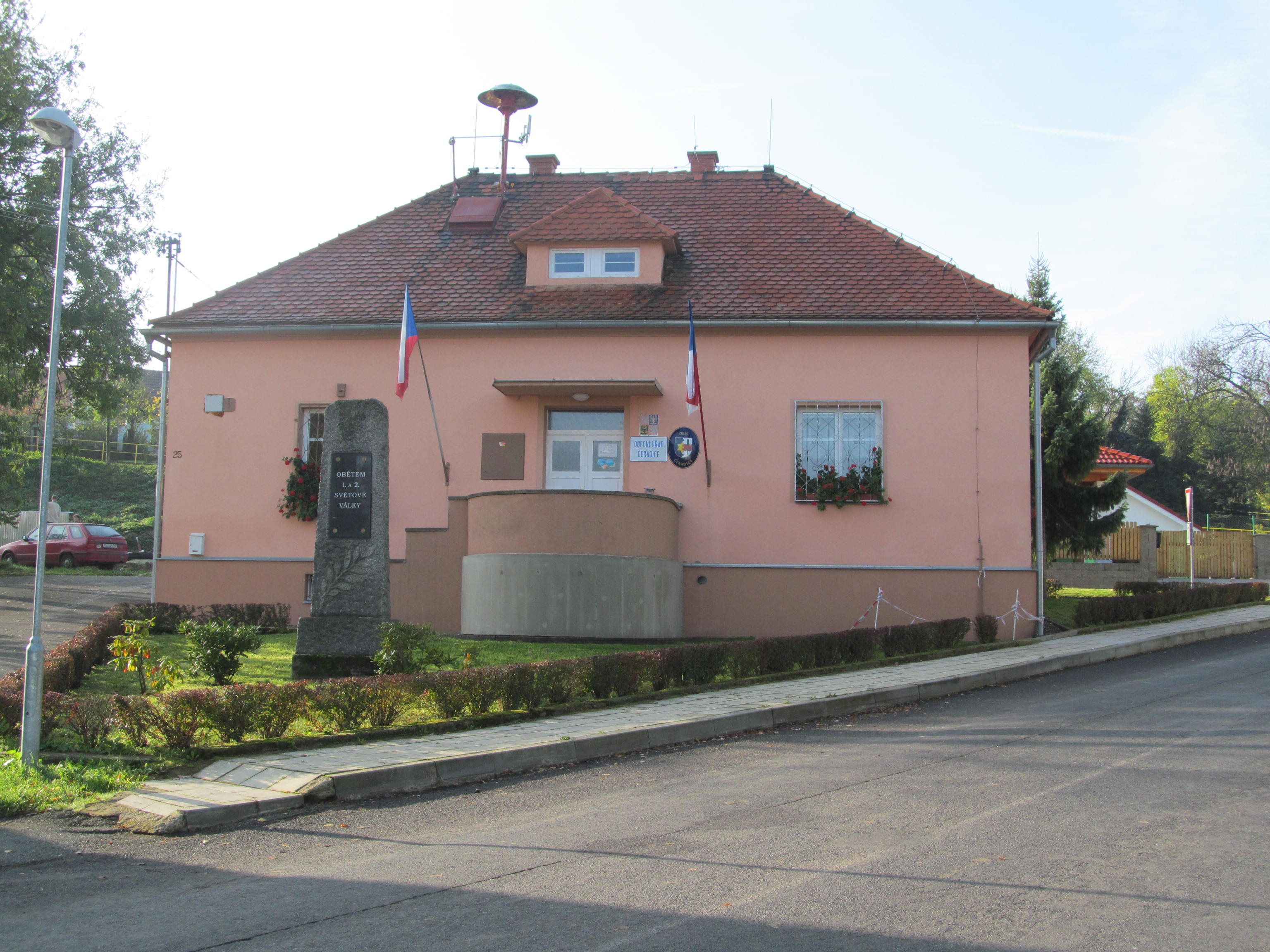
Obecní úřad
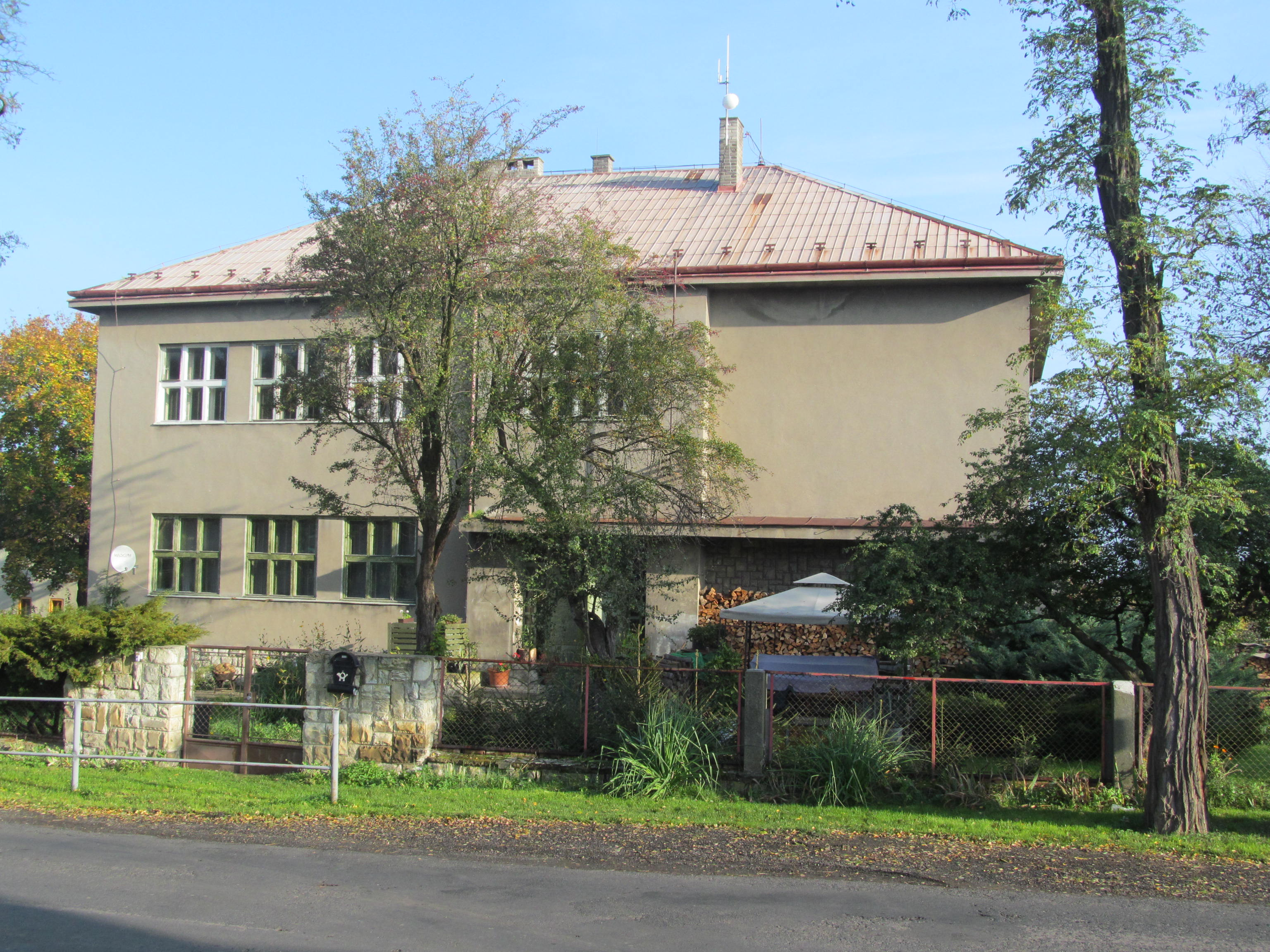
Bývalá škola
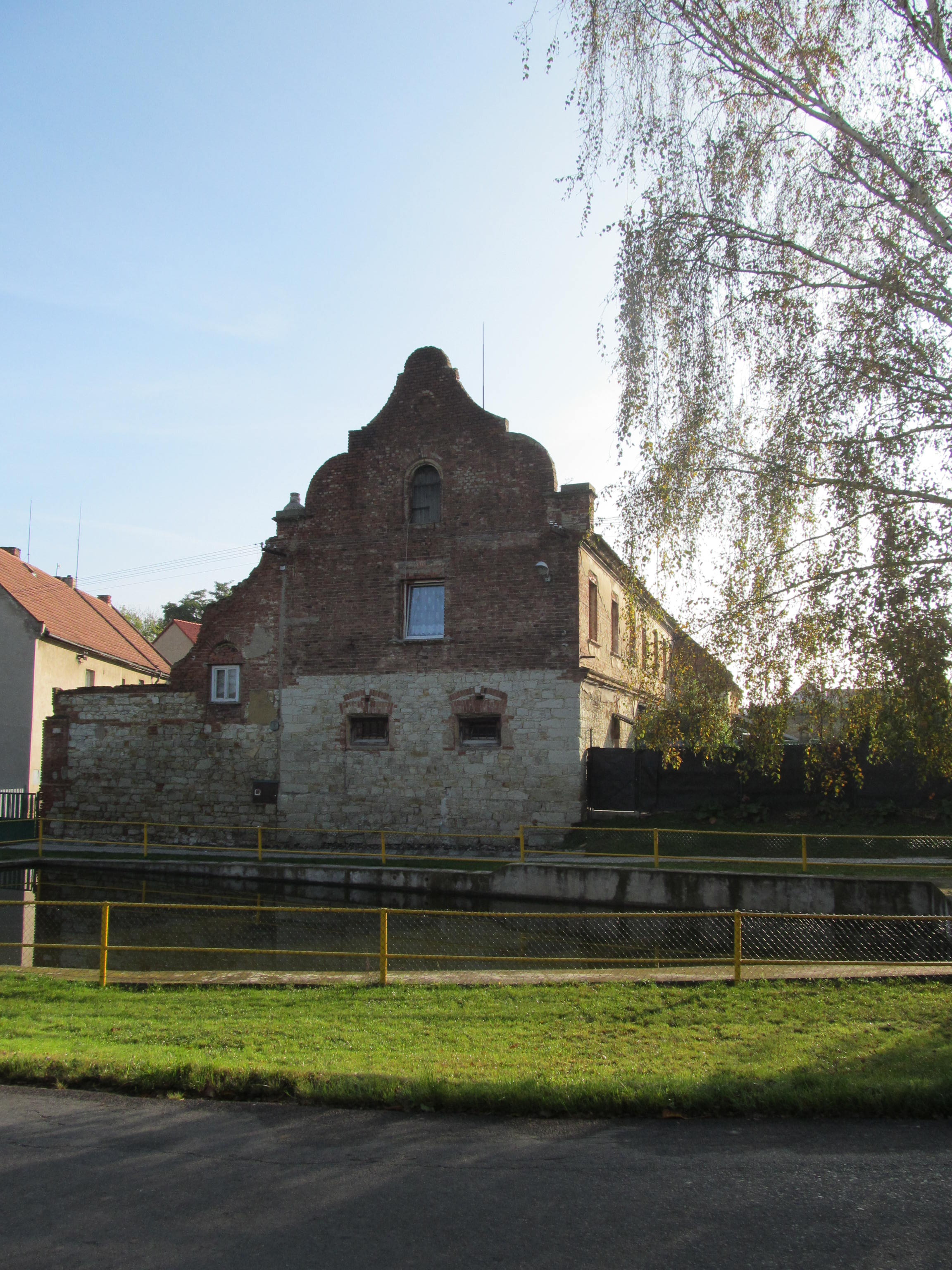
Statek se štítem ve stylu selského baroka
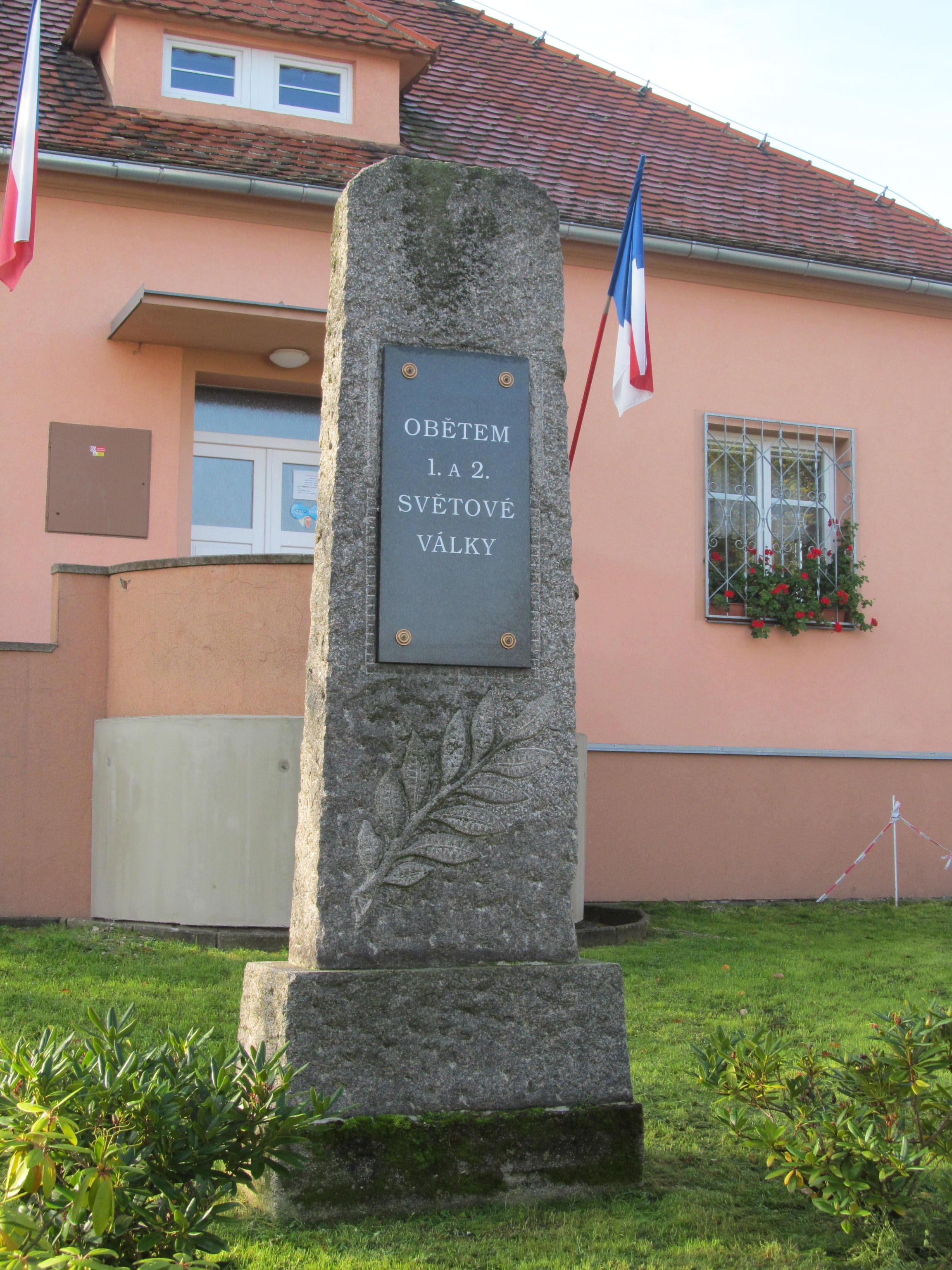
Pomník obětem druhé světové války